# Suhayr al-Qalamawi
Sahir al-Qalamawi (سَهير القلماوي)  (20 de julio de 1911, El Cairo, Egipto - 4 de mayo de 1997, El Cairo, Egipto),
fue una destacada escritora,profesora, traductora, periodista y política egipcia.

## Nacimiento y Formación
Sahir Elqalamawy ( La pronunciación correcta de su nombre) es una escritora, política y feminista egipcia. Nació en El Cairo, Egipto el 20 de julio en 1911 donde vivía hasta su muerte el 4 de mayo en 1997. Creció en una familia que se enorgullecía de la enseñanza de sus hijas.  Elqalamawy a muy temprana edad aprovechó la biblioteca de su padre que contaba con muchos libros.
Así grandes autores como Taha Husain, Rifa'ah Etahtawy y Ibn Iias contribuyeron a su formación literaria.
Durante su infancia Elqalamawy se influyó por la Revolución de 1919 y por varias activistas de aquella época como: la gran feminista Huda Sha'rawy y Safía Zaghlul y otras mujeres quienes consiguieron trasladar el debate a la calle y lograron dejar una gran huella en los principios feministas de Elqalamawy. 
Elqalamawy después de finalizar su estudio en el Colegio Americano para las chicas , decidió dedicarse a la medicina como su padre, sin embargo al ser rechazada por la universidad , su padre la incentivó a que estudiara Literatura árabe en la universidad de El Cairo . Fue la primera chica que asistió a la dicha universidad y la primera mujer _ entre 40 hombres _ que enseñó la literatura árabe. Durante su estancia en la universidad Elqalamawy recibió la orientación de Taha Husain quien era jefe del departamento de la lengua árabe y jefe de redacción de la revista de la universidad de El Cairo. Taha Husain la nombró asistente del jefe de redacción en dicha revista , así era la primera mujer que consiguió la licencia de periodista.
Mientras estudiaba en la universidad , trabajaba también como presentadora en la radio nacional de Egipto. Después de obtener el grado de Máster de Letras consiguió una beca de doctorado en  París _basada por Muhammad Ali Basha _  Era la primera mujer que consiguió el doctorado de la universidad de El Cairo. 

## Producción literaria , premios y reconocimiento
En los principios del año 1935 Elqalamawy publicó una colección amplia de obras literarias . Se compone de cuentos, estudios críticos, revistas culturales y traducciones.
Entre más de 80 publicaciones, la primera y famosa obra de Elqalamawy fue un volumen de cuentos cortos que se publicó en 1935 bajo el título de Ahadiz Gueddaty (los cuentos de mi abuela) . Se considera el primer volumen de una mujer. En este volumen Elqalamawy analizó el papel social de las mujeres. Consiste en la historia de una abuela que cuenta las memorias del pasado a su nieta mostrando los recursos morales y haciendo una comparación entre el pasado y el presente y siempre preferiendo el pasado. Desde esta obra Elqalamawy mostró que los cuentos antiguos suelen narrar las mujeres y las abuelas pueden cargar un mensaje feminista profundo. Como muchas obras de ficción en los años treinta. También Elqalamawy presentó en estos cuentos una descripción realista de la clase media y la visión burguesa de los campesinos.
Su tesis sobre Alf Lilah wa Lilah (Mil y una noche) sentó las bases de su misión de toda la vida para crear a la nueva mujer, “ una mujer ingeniosa, intelectual, sabia y responsable completamente de su vida y su familia “ , una mujer que emplea sus ingeniosa y virtudes no sólo para alcanzar la paridad con los hombres, sino también para reeducar a los hombres. Esta misión apareció en sus libros de crítica literaria como: Fi Annaqd Aladaby (Sobre La Crítica Literaria)1955 y Ala’lam Bain Daffatai Kitab ( El Mundo En Un Libro)1985.
Entre las traducciones que realizó : Los cuentos chinos Libril Back 1950 y La Fiercilla Domada , en árabe Tarwid Annimra de Shakespeare 1964, obras que analizan las luchas feministas y la importancia de reeducar el hombre. Asimismo Elqalamawy estableció muchas revistas culturales relacionadas con el cine , la música y el arte. 
Su producción fue  cálidamente recibida por los críticos hasta que le consideraran una marca literaria muy importante en el movimiento cultural contemporáneo en Egipto.
Entre sus obras se destacan:
•	Ahadiz Gueddaty (Los cuentos de mi abuela)1935 , la edición nueva está en la Junta General Egipcia Libro.2010. 
•	Alf Lilah wa Lilah ( Mil y una noches)1943 , Las nuevas ediciones están en La Junta General Egipcia de Libro y La Junta General de los Palacios Culturales 2010.
•	Adab Elkhawarig (La literatura de Alkhawarig)1945, la nueva edición está en La Junta General Egipcia de Libro 2010.
•	FiAnnaqd Eladabi (Sobre La Crítica Literaria)1955.
•	Ashaiatin Talhu ( Los Demonios Juegan)1964.
•	Almuhakah Fi Aladab ( La Imitación en La Literatura)1955.
•	Al’alam Bain Daffatai Kitab ( El Mundo En Libro de Cabo a Rabo)1985.
•	Zekraa Taha Husain ( La Conmemoria de Taha Husain)1974 . La casa de Reconocimiento. Serie de Lee, Número 388.
•	Zumma Gharabat Ashams ( Entonces se Ponía el Sol )1965.
También tradujo muchos libros y cuentos entre ellos : libril Back, Querida Louita , El Mensaje de Abon a Aflaton , diez obras teatrales de Shakespeare y más de 20 libros en el proyecto de los mil libros. 
Entre sus investigaciones: La Mujer según la Opinión de Attahtawi y La Crisis de La Poesía.